# 日比野芽奈
日比野 芽奈（ひびの めいな、2001年6月27日 - ）は、日本のアイドル、女優、タレント。『青春高校3年C組』（テレビ東京系列）の元生徒。女性アイドルグループ・ラフ×ラフのメンバー。

## 略歴
2011年4月、10歳のときにオーディションによりスターダストプロモーションに入所した。
スターダストプロモーション所属時には「みにちあ☆ベアーズ」（2011年 - 2014年）、「私立輝女学園」（2014年 - 2015年）のメンバーとして活動した。
みにちあ☆ベアーズ在籍中、TOKYO IDOL FESTIVALに出演した経験がある。
みにちあ☆ベアーズ解散後に所属した私立輝女学園在籍中には「私立輝女学園 音楽部」のメンバーに選抜され、2014年9月には私立輝女学園 音楽部としてCDシングルを2枚発売した。
2016年秋、中学3年生のときに受験を理由にスターダストプロモーションを退所した。
2017年、フリーランスとしてSNSを中心にインフルエンサーとして活動した。
2018年春、『青春高校3年C組』（テレビ東京系列）の番組オーディションに合格し、同年4月9日放送分より番組に出演することになった。
『青春高校3年C組』では「青春高校3年C組アイドル部」のメンバーに選ばれた。また「青春高校3年C組アイドル部」のグループ内ユニット「Blue Spring」ではリーダーを務めていた。
「青春高校漫才部」のメンバーでもあり、M-1グランプリ2018ではトリオ「ゆーげんさん」のメンバーとして2回戦に進出した。
2019年6月の『テレ東音楽祭』（テレビ東京系列）に、青春高校アイドル部 選抜として出演した。
2020年1月22日、「青春高校3年C組」としてユニバーサル ミュージック内レーベルのEMI Recordsから1stシングル『君のことをまだ何にも知らない』でメジャーデビューを果たした。同シングルの表題曲及びカップリング曲「Never ending time」、「青春のスピード」の選抜メンバーとなった。
2020年6月1日、「青春高校3年C組 公式YouTubeチャンネル」がリニューアルし、兼行凜・川谷花音ともにレギュラーとして出演した。
「青春高校3年C組」在籍中には独特の世界観をもち、言動があざとい架空のアイドル「桃山あすか」というキャラクターに扮したこともあり、桃山あすか名義で「私のペットにしてあげる」という楽曲も制作された。
2021年1月7日深夜から3月4日深夜まで放送された「木ドラ25」枠のドラマ『あなた犯人じゃありません』（テレビ東京系列）ではドラマ初主演を務めた。2021年1月20日に配信開始されたドラマの主題歌「自分のことがわからない」ではセンターを務めた。
2021年3月31日深夜に放送された『青春高校3年C組 最終回SP 卒業式完全版&ラストLIVE』をもって「青春高校3年C組」のプロジェクトは終了した。
2022年8月から9月にわたって開催された「佐久間Pアイドルプロデュースプロジェクト」のオーディションに参加して合格した。2022年12月8日にアイドルグループ「ラフ×ラフ」がお披露目された。
2023年9月12日、TOKYO IDOL FESTIVAL 2023とアイドル情報WEBマガジン『ガラスガール』のコラボレーション企画「TIFで発見!“夏のシンデレラ”プロジェクト2023」で、自身が「夏のシンデレラ2023」に選ばれ、同サイトの同年9・10月度のカバーガールに起用された。
2025年4月30日、『UP-T 新CM発表会見』にAKB48、SKE48、NMB48らと参加。CM放映権を掛けてじゃんけんによるトーナメント戦に参戦し、1回戦で熊崎、2回戦で千葉を破って優勝した。

## 人物
- 『青春高校3年C組』（テレビ東京系列）出演時には特技として柔軟、チア、ピアノ、ギター、ゴルフ、musical.ly（かつて存在していた短いリップシンク動画を投稿する動画共有サービス[19]）を挙げていた[20]。
- 好きな食べ物はラーメンである。「日々のラーメン日記」というラーメンに関することを投稿しているX（旧 Twitter）アカウントをもっている[21]。
- 大盛りのラーメンを食べている姿のSNS投稿がバズった経験がある[22][23]。
- 大食いではあるが好き嫌いは多い[20]。

## 出演

### テレビ番組
- 青春高校3年C組（2018年4月 - 2021年4月、テレビ東京）
- 電脳トークTV〜相内さん、青春しましょ!〜（2019年 - 2020年、テレビ東京）
- 新shock感（2019年、テレビ東京）
- ラーメンWalkerTV2（2019年 - 、フジテレビONE/TWO/NEXT）
- 芸能人ハローワーク ウチの後輩、大丈夫ですか?（2021年 - 、テレビ朝日）
- B.B.レアリティ「トレカタイム」（2023年10月 - 2024年2月、TOKYO MXほか全国25局ネット） - MC[24][25]

### テレビドラマ
- 孤独のグルメ Season8 第4話（2019年10月26日、テレビ東京） - 客 役
- モコミ〜彼女ちょっとヘンだけど〜 第5話（2021年2月27日、テレビ朝日）[26]
- あなた犯人じゃありません（2021年1月8日 - 3月5日、テレビ東京） - 主演・本人 役[27]

### ラジオ
- God Bless Saturday（FMヨコハマ、2020年8月1日）
- オレたちゴチャ・まぜっ!〜集まれヤンヤン〜（2023年4月23日 - 2024年4月14日、MBSラジオ） - ヤンヤンガールズ15期生